# Tank Grote
Tank Grote je bil tank Sovjetske zveze.

## Zgodovina tanka
Med diplomatskim obiskom Sovjetske zveze v Nemčiji leta 1929, je nemški inženir  Edward Grote povabil Sovjete k sodelovanju pri izgradnji skupnega tanka. Leta 1930 so začeli izdelovati tank imenovan tank Grote (TG). Prototip so končali leta 1931. Tank je bil oborožen s topom kalibra 76.2 mm in 37 mm. Sekundarna oborožitev so bili puškomitraljezi, ki jih je bilo 5. Tank Grote so nameravali serijsko izdelovati, vendar se je že po prvih testih pokazalo, da bi bilo nesmiselno izdelovati te tanke, zato so mu dodali oznako le eksperimentalni tank.